# Гребля Уркіс
Гребля Уркіс (Ourkiss) – гідротехнічна споруда на півночі Алжиру. Також відома як гребля Tallizerdane (первісна назва проекту) та гребля Бухемдан (Bouhemdane, за водотоком).
Греблю спорудили в 2013 році на уеді Бухемдан (нижче від злиття уедів Ель-Кебір та Уркіс), який що відноситься до безстічного басейну котловини, де лежать солені озера Guerrah El Guellif та Garaet Annk Djemel El Merhssel. Призначенням споруди є водопостачарння та іригація. Хоча площа водозбірного басейну вище від греблі становить лише 62 км2, проте сюди також передбачене перекидання води із розташованого північніше у більш вологому районі сховища греблі Бені-Харун (ця система стала до ладу у 2016 році). При цьому вода:
-  спершу надходить до сховища греблі Уед-Отманія;
- потім перекидається по водоводу завдовжки 59 км з двома нитками діаметрами 2,2 метра та 2,4 метра через насосну станцію Уед-Сегуін (Oued Seguin) потужністю 20 МВт та проміжний резервуар Ум-ель-Буагі (Oum El Bouaghi) ємністю 0,26 млн м3 до насосної станції Айн-Керча потужністю 48 МВт (також обслуговує поставки до сховища греблі Кудіат-Лемдуар);
- перекидається по водоводу довжиною 28 км.
В межах проекту долину уеду перекрили насипною греблею із глиняним ядром висотою 40 метрів, довжиною 407 метрів та шириною від 8 (по гребеню) до 216 (по основі) метрів.
Гребля утворила водосховище об’ємом 64 млн м3 з нормальним рівнем поверхні на позначці 951,6 метра НРМ (мертвий об’єм 4 млн м3). Під час повені об’єм може зростати до 69 млн м3 при рівні поверхні 953,9 метра НРМ.